# كذبة أبريل
كذبة أبريل أو كذبة نيسان أو يوم كذبة أبريل (بالإنجليزية: April Fools' Day)‏ هي مناسبة تقليدية في عدد من الدول توافق الأول من شهر أبريل من كل عام ويشتهر بعمل خدع في الآخرين، يوم كذبة أبريل لا يُعد يوماً وطنياً أو مُعترف به قانونياً كاحتفال رسمي. لكنه يوم اعتاد الناس فيه على الاحتفال وإطلاق النكات وخداع بعضهم البعض.
تعد هذه المزحة مُنتشرة في غالبية دول العالم باختلاف ألوانهم وثقافاتهم، وذهب أغلبية آراء الباحثين على أن «كذبة أبريل» تقليد أوروبي قائم على المزاح يقوم فيه بعض الناس في اليوم الأول من أبريل بإطلاق الإشاعات أو الأكاذيب ويطلق على من يصدق هذه الإشاعات أو الأكاذيب اسم «ضحية كذبة أبريل».

## الأصل
لا توجد حقيقة مؤكدة لأصل هذه العادة،
رجحت بعض الأراء أن أصل هذا اليوم هو أن الكثير من مدن أوروبا ظلت تحتفل بمطلع العام في الأول من أبريل، حيث بدأت هذه العادة في فرنسا بعد تبني التقويم المعدل الذي وضعه شارل التاسع عام 1564م وكانت فرنسا أول دولة تعمل بهذا التقويم وحتى ذلك التاريخ كان الاحتفال بعيد رأس السنة يبدأ في يوم 21 مارس وينتهي في الأول من أبريل بعد أن يتبادل الناس هدايا عيد رأس السنة الجديدة.
ثم جاء البابا غريغوري الثالث عشر بنهاية القرن السادس عشر وعدّل التقويم ليبدأ العام في 1 يناير، وتبدأ احتفالات الأعياد من 25 ديسمبر، وأطلق الناس على من ظلوا يحتفلون حسب التقويم القديم تعليقات ساخرة لأنهم يصدقون (كذبة أبريل)، لكن «قصص كانتربري» للكاتب جيفري شوسر انقضت هذه النظرية وقالت أن حكايات «كذبة أبريل» تعود للقرن الرابع عشر وقبل قدوم البابا غريغوري الثالث عشر.
انتشرت إلى البلدان الأخرى وانتشرت على نطاق واسع في إنجلترا بحلول القرن السابع عشر الميلادي ويطلق على الضحية في فرنسا اسم السمكة وفي اسكتلندا نكتة أبريل.
ويرى آخرون أن هناك علاقة قوية بين الكذب في أول أبريل وبين عيد هولي المعروف في الهند والذي يحتفل به الهندوس في 31 مارس من كل عام وفيه يقوم بعض البسطاء بمهام كاذبة لمجرد اللهو والدعاية ولا يكشف عن حقيقة أكاذيبهم هذه إلا مساء اليوم الأول من أبريل.
وهناك جانب آخر من الباحثين في أصل الكذب يرون أن نشأته تعود إلى القرون الوسطى إذ أن شهر أبريل في هذه الفترة كان وقت الشفاعة للمجانين وضعاف العقول فيطلق سراحهم في أول الشهر ويصلي العقلاء من أجلهم وفي ذلك الحين نشأ العيد المعروف باسم عيد جميع المجانين أسوة بالعيد المشهور باسم عيد جميع القديسين.
وهناك باحثون آخرون يؤكدون أن كذبة أول أبريل لم تنتشر بشكل واسع بين غالبية شعوب العالم إلا في القرن التاسع عشر.
والواقع أن كل هذه الأقوال لم تكتسب الدليل الأكيد لإثبات صحتها وسواء كانت صحيحة أم غير صحيحة فان المؤكد أن قاعدة الكذب كانت ولا تزال أول أبريل ويعلق البعض علي هذا بالقول أن شهر أبريل يقع في فصل الربيع ومع الربيع يحلو للناس المداعبة والمرح.
وقد أصبح أول أبريل هو اليوم المباح فيه الكذب لدى جميع شعوب العالم فيما عدا الشعبين الإسباني والألماني والسبب أن هذا اليوم مقدس في إسبانيا دينياً أما في ألمانيا فهو يوافق يوم ميلاد «بسمارك» الزعيم الألماني المعروف.

## أشهر الأحداث التاريخية
كان كارول ملك رومانيا يزور أحد متاحف عاصمة بلاده في أول أبريل فسبقه رسام مشهور ورسم على أرضية إحدى قاعات المتحف ورقة مالية أثرية من فئة كبيرة فلما رآها أمر أحد حراسة بالتقاطها فأومأ الحارس على الأرض يحاول التقاط الورقة المالية الأثرية ولكن اكتشف الخدعة لاحقاً، وفي سنة أخرى رسم الفنان نفسه على أرض ذلك المتحف صوراً لسجائر مشتعلة وجلس عن كثب يراقب الزائرين وهم يهرعون لالتقاط السجائر قبل أن تشعل نارها في الأرض الخشبية.
وفي رومانيا أيضاً وشعبها شغوف جداً بأكاذيب أول أبريل حدث أن نشرت إحدى الصحف خبراً جاء فيه أن سقف إحدى محطات السكة الحديدية في العاصمة هوي على مئات من المسافرين قتل عشرات وأصاب المئات بإصابات خطرة، وقد سبب هذا الخبر المفزع الذي لم تتحرَّ الصحيفة قبل نشره هرجاً وذعراً شديدين وطالب المسؤولون بمحاكمة رئيس تحرير الصحيفة الذي تدارك الموقف بسرعة وبذكاء فأصدر ملحقاً كُذِّبَ فيه الخبر وقال في تكذيبه كان يجب على المسؤولين قبل أن يطالبوا بمحاكمتي أن يدققوا في قراءة صدور العدد الذي نشر فيه هذا الخبر فقد كان في الأول من أبريل ومن يومها دأبت الجريدة على نشر خبر مماثل في أول أبريل من كل عام.

## في إنجلترا

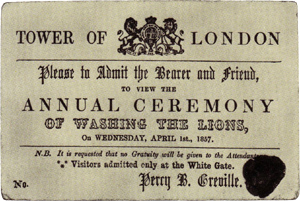
بطاقة الدعوة لحفلة "غسل الأسود" في لندن.

ومن أشهر الأكاذيب التي عرفها الشعب الإنجليزي الذي يعتبر أشهر شعوب العالم كذباً في أول أبريل هذه الكذبة التي جرت في أول أبريل عام 1860م في هذا اليوم حمل البريد إلى مئات من سكان لندن بطاقات مختومة بأختام مزورة تحمل في طياتها دعوة كل منهم إلى مشاهدة الحفلة السنوية «لغسل الأسود البيض» في برج لندن في صباح الأحد أول أبريل مع رجاء التكرم بعدم دفع شيء للحراس أو مساعديهم وقد سارع جمهور غفير من السذج إلى برج لندن لمشاهدة الحفلة المزعومة.
وهناك كذبة أخرى اُشتهر استخدامها في أول أبريل في بريطانيا وهو أن يبعث أحد الناس بمئتي رسالة إلى مديري دور الأعمال الكبيرة يطلب منهم أن يتصلوا برقم تلفون يحدده في رسائله لأمر مهم جداًّ ومستعجل ويحدد موعد الاتصال فيما بين الساعة الثامنة والعاشرة من صباح أول أبريل وتكون النتيجة أن يظل صاحب رقم التلفون المذكور في شغل شاغل بالرد على مكالمات واستفسارات المديرين طوال يوم أول أبريل وقد ضربت هذه الكذبة الرقم القياسي في استخدام الشعب الإنجليزي لها.
وإلى جانب هذه المواقف المضحكة هناك مآسٍ باكية حدثت بسبب كذبة أول أبريل فقد حدث أن اشتعلت النيران في مطبخ إحدى السيدات الإنجليزيات في مدينة لندن فخرجت إلى شرفة المنزل تطلب النجدة ولم يحضر لنجدة السيدة المسكينة أحد إذ كان ذلك اليوم صباح أول أبريل.

## كذبة أبريل في الإسلام
كذبة أبريل حرام في الإسلام؛ لأن الكذب حرام في الإسلام في ذلك اليوم أو غيره، وكذلك لأنه لا يجوز للمسلم أن يتشبه بغيره في هذا وغيره؛ لأن رسول الله قال: «من تشـبه بقـوم فهـو منهم». عن عبد الله بن مسعود قال: "قال رسول الله ﷺ: «عليكم بالصِّدق؛ فإنَّ الصِّدق يهدي إلى البِرِّ. وإنَّ البِرَّ يهدي إلى الجنَّة. وما يزال الرجل يصدُق، ويتحرَّى الصِّدق حتى يُكتب عند الله صدِّيقًا. وإيَّاكم والكذب؛ فإنَّ الكذب يهدي إلى الفجور. وإنَّ الفجور يهدي إلى النَّار. وما يزال الرَّجل يكذب، ويتحرَّى الكذب حتَّى يُكتب عند الله كذابًا» مسند أحمد.